# كيرتلاند
كيرتلاند (أوهايو) (بالإنجليزية: Kirtland, Ohio)‏ هي مدينة تقع في الولايات المتحدة في مقاطعة لايك، أوهايو. يقدر عدد سكانها بـ 6,866 نسمة ومساحتها 43.51 كم2 وترتفع عن سطح البحر 260-354 متر.

## التركيبة السكانية
قام مكتب تعداد الولايات المتحدة بتحديد بيانات التركيبة السكانية لكيرتلاندفي تعداد الولايات المتحدة. في ما يلي، التركيبة السكانية حسب تعدادي 2000 و2010.

### تعداد عام 2000
بلغ عدد سكان كيرتلاند 6,670 نسمة بحسب تعداد عام 2000، وبلغ عدد الأسر 2,445 أسرة وعدد العائلات 1,885 عائلة مقيمة في المدينة. في حين سجلت الكثافة السكانية 401.8 نسمة لكل ميل مربع (155.1/كم2). وبلغ عدد الوحدات السكنية 2,558 وحدة بمتوسط كثافة قدره 154.1 نسمة لكل ميل مربع (59.5/كم2).
وتوزع التركيب العرقي للمدينة بنسبة 98.47% من البيض و 0.15% من الأمريكيين الأصليين و 0.39% من الأمريكيين ذوي الأصول الآسيوية و 0.03% من سكان جزر المحيط الهادئ و 0.27% من الأمريكيين الأفارقة و 0.66% من عرقين مختلطين أو أكثر. فيما شكل الهسبانيون أو اللاتينيون من أي عرق نسبة 0.55% من السكان.
بلغ عدد الأسر 2,445 أسرة كانت نسبة 31.6% منها لديها أطفال تحت سن الثامنة عشر تعيش معهم، وبلغت نسبة الأزواج القاطنين مع بعضهم البعض 67.9% من أصل المجموع الكلي للأسر، ونسبة 6.1% من الأسر كان لديها معيلات من الإناث دون وجود شريك، وكانت نسبة 22.9% من غير العائلات. تألفت نسبة 19.8% من أصل جميع الأسر من أفراد ونسبة 7.4% كانوا يعيش معهم شخص وحيد يبلغ من العمر 65 عاماً فما فوق. وبلغ متوسط حجم الأسرة المعيشية 3.06، أما متوسط حجم العائلات فبلغ 2.65.
بلغ العمر الوسطي للسكان 42 عاماً. وكانت نسبة 23.7% من القاطنين تحت سن الثامنة عشر، وكانت نسبة 6.2% بين الثامنة عشر والأربعة وعشرون عاماً، ونسبة 24.6% كانت واقعةً في الفئة العمرية ما بين الخامسة والعشرون حتى والأربعة وأربعون عاماً، ونسبة 30.7% كانت ما بين الخامسة والأربعون حتى الرابعة والستون، ونسبة 14.8% كانت ضمن فئة الخامسة والستون عاماً فما فوق. يوجد لكل 100 أنثى 97.5 ذكر، ويوجد لكل 100 أنثى في الثامنة عشر من عمرها فما فوق 95.1 ذكر.
بلغ متوسط دخل الأسرة في المدينة 65,422 دولار، أما متوسط دخل العائلة فبلغ 76,062 دولار. وكان متوسط دخل الذكور 51,179 دولار مقابل 31,179 دولار للإناث. وسجل دخل الفرد الخاص بالمدينة 32,148 دولار. وكانت نسبة 1.8% من العائلات ونسبة 2.3% من السكان تحت خط الفقر، وكان من هؤلاء نسبة 3.7% تحت سن الثامنة عشر ونسبة 1.5% في الخامسة والستين من العمر وما فوق.

### تعداد عام 2010
بلغ عدد سكان كيرتلاند 6,859 نسمة بحسب تعداد عام 2010، وبلغ عدد الأسر 2,544 أسرة وعدد العائلات 1,948 عائلة مقيمة في المدينة. في حين سجلت الكثافة السكانية 411.9 نسمة لكل ميل مربع (159.0/كم2). وبلغ عدد الوحدات السكنية 2,716 وحدة بمتوسط كثافة قدره 162.9 لكل ميل مربع (62.9/كم2).
وتوزع التركيب العرقي للمدينة بنسبة 97.7% من البيض و 0.1% من الأمريكيين الأصليين و 0.7% من الأمريكيين ذوي الأصول الآسيوية و 0.4% من الأمريكيين الأفارقة و 0.9% من عرقين مختلطين أو أكثر.
بلغ عدد الأسر 2,544 أسرة كانت نسبة 31.2% منها لديها أطفال تحت سن الثامنة عشر تعيش معهم، وبلغت نسبة الأزواج القاطنين مع بعضهم البعض 66.3% من أصل المجموع الكلي للأسر، ونسبة 7.0% من الأسر كان لديها معيلات من الإناث دون وجود شريك، بينما كانت نسبة 3.3% من الأسر لديها معيلون من الذكور دون وجود شريكة وكانت نسبة 23.4% من غير العائلات. تألفت نسبة 20.2% من أصل جميع الأسر من أفراد ونسبة 8.1% كانوا يعيش معهم شخص وحيد يبلغ من العمر 65 عاماً فما فوق. وبلغ متوسط حجم الأسرة المعيشية 3.05، أما متوسط حجم العائلات فبلغ 2.63.
بلغ العمر الوسطي للسكان 46.9 عاماً. وكانت نسبة 23% من القاطنين تحت سن الثامنة عشر، وكانت نسبة 5.8% بين الثامنة عشر والأربعة وعشرون عاماً، ونسبة 17.8% كانت واقعةً في الفئة العمرية ما بين الخامسة والعشرون حتى والأربعة وأربعون عاماً، ونسبة 34.3% كانت ما بين الخامسة والأربعون حتى الرابعة والستون، ونسبة 19.1% كانت ضمن فئة الخامسة والستون عاماً فما فوق. وتوزع التركيب الجنسي للسكان بنسبة 49.3% ذكور و50.7% إناث.